# Dume

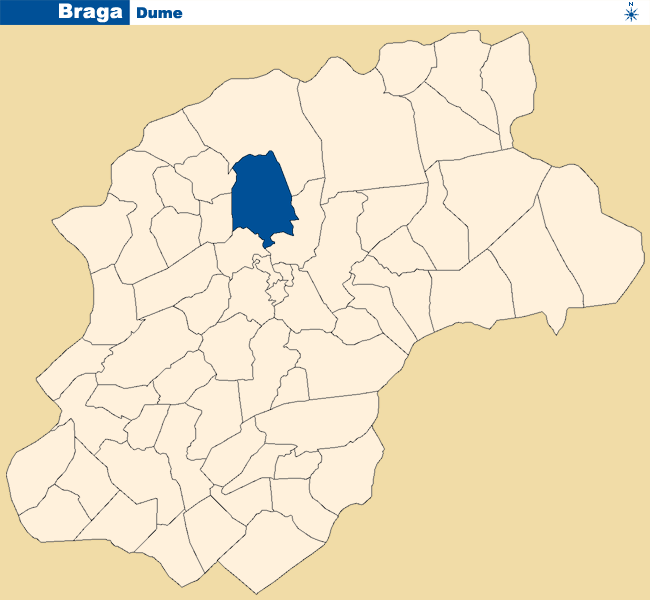

Dume é uma localidade portuguesa do Município de Braga que foi sede da extinta Freguesia de Dume, freguesia que tinha 3,93 km² de área e 3 251 habitantes (2011), e, por isso, uma densidade populacional de 827,2 hab/km². 
A Freguesia de Dume foi extinta em 2013, no âmbito de uma reforma administrativa nacional, tendo sido agregada às freguesias de Real e Semelhe, para formar uma nova freguesia denominada União das Freguesias de Real, Dume e Semelhe com a sede em Real.
O seu topónimo, Dume, registrado no século VI como Dumio (Concílio de Lugo, Ad Dumio familia servorum), e Dumium (2º Concilio Bracarense, Ad Dumium familia Regia), vem porventura do latim domus, que significava domícilio, e mais tarde especificamente igreja, basílica ou catedral.[carece de fontes?]
Dume gozou em recuados tempos duma situação de relevo, especialmente no século VI, durante o reinado de Teodomiro, rei dos Suevos. O pai dele, Charrarico, invocara São Martinho de Tours numa doença que tinha padecido Teodomiro menino.
Obtida a cura, em 550, fundou uma igreja em Dume e mandou emissários à Gália em busca de relíquias do santo. Na ocasião, chega à sua corte Martinho de Panónia, depois chamado Dumiense e canonizado, que de Jerusalém se dirigia para a Gália, ao túmulo do homónimo e compatriota. Aquele encontro indicou-lhe o lugar onde deveria ir exercer o seu apostolado, pois até então os suevos tinham professado o arianismo. Na corte de Teodomiro completará a sua conversão, com o auxílio do bispo Eleutério e do bispo de Coimbra, Lucêncio. De Teodomiro obteve a igreja recém fundada de Dume, junto da qual edificou um mosteiro.
Tão notável se tornou a sua acção que em 558 era elevado à dignidade episcopal, erecta a igreja em catedral, constituindo o bispado de Dume, o domínio do mosteiro. Com a reconquista cristã, após a invasão árabe, o pequeno território da diocese de Dume veio a ser incorporado na de Braga. A antiga freguesia de S. Filipe de Dume era um padroado da renúncia da apresentação do prelado bracarense.
Na localidade há várias capelas, uma das quais em estilo românico, no lugar da Ordem, cujo titular é S. Lourenço. É tradição ter funcionado nesta capela o cabido da Sé de Braga, numa ocasião que grassava uma epidemia na cidade. No lugar de Cabanas, há um solar com capela, onde morreu o Barão de São Filipe de Dume e em 25 de Dezembro de 1888, o arcebispo resignatário de Braga, D. João Crisóstomo de Amorim Pessoa.
É tradição ter havido nesta povoação, nos lugares de Anteportas e Sobremoure, uma grande batalha contra os mouros.

## População
| População da freguesia de Dume (1864 – 2011) | População da freguesia de Dume (1864 – 2011) | População da freguesia de Dume (1864 – 2011) | População da freguesia de Dume (1864 – 2011) | População da freguesia de Dume (1864 – 2011) | População da freguesia de Dume (1864 – 2011) | População da freguesia de Dume (1864 – 2011) | População da freguesia de Dume (1864 – 2011) | População da freguesia de Dume (1864 – 2011) | População da freguesia de Dume (1864 – 2011) | População da freguesia de Dume (1864 – 2011) | População da freguesia de Dume (1864 – 2011) | População da freguesia de Dume (1864 – 2011) | População da freguesia de Dume (1864 – 2011) | População da freguesia de Dume (1864 – 2011) |
| -------------------------------------------- | -------------------------------------------- | -------------------------------------------- | -------------------------------------------- | -------------------------------------------- | -------------------------------------------- | -------------------------------------------- | -------------------------------------------- | -------------------------------------------- | -------------------------------------------- | -------------------------------------------- | -------------------------------------------- | -------------------------------------------- | -------------------------------------------- | -------------------------------------------- |
| 1864                                         | 1878                                         | 1890                                         | 1900                                         | 1911                                         | 1920                                         | 1930                                         | 1940                                         | 1950                                         | 1960                                         | 1970                                         | 1981                                         | 1991                                         | 2001                                         | 2011                                         |
| 1 570                                        | 1 660                                        | 1 786                                        | 1 775                                        | 1 922                                        | 1 757                                        | 1 939                                        | 2 157                                        | 2 385                                        | 2 680                                        | 3 706                                        | 3 778                                        | 3 541                                        | 3 081                                        | 3 251                                        |

## Património
- Casa da Pereira
- Núcleo Museológico de São Martinho de Dume

## Equipamentos

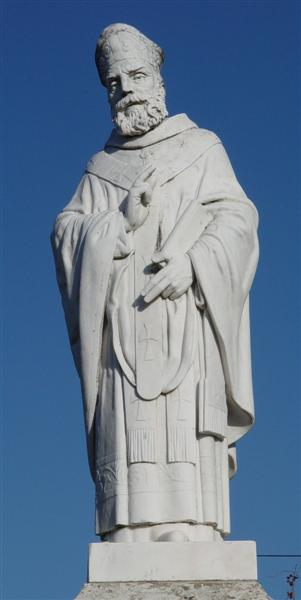
Estátua de S. Filipe de Dume.

- Estádio Municipal de Braga